# Stînîșce, Narodîci
Stînîșce (în ucraineană Стинище) este un sat în comuna Starîi Dorohîn din raionul Narodîci, regiunea Jîtomîr, Ucraina.

## Demografie
Componența lingvistică a localității Stînîșce
     Ucraineană (98,65%)
     Rusă (1,35%)
Conform recensământului din 2001, majoritatea populației localității Stînîșce era vorbitoare de ucraineană (98,65%), existând în minoritate și vorbitori de rusă (1,35%).